# Schazand (Verwaltungsbezirk)
Schazand (persisch شهرستان ساوه) ist ein Schahrestan in der Provinz Markazi im Iran. Er enthält die Stadt Schazand, welche die Hauptstadt des Verwaltungsbezirks ist. 

## Kreise
- Zentrum
- Sarband
- Zalian

## Demografie
Bei der Volkszählung 2016 betrug die Einwohnerzahl des Schahrestan 117.571. Die Alphabetisierung lag bei 81 Prozent der Bevölkerung. Knapp 51 Prozent der Bevölkerung lebten in urbanen Regionen.
| Zensusjahr | Einwohnerzahl |
| ---------- | ------------- |
| 2011       | 117.746       |
| 2016       | 117.571       |